# Der Mann im roten Rock (Barnes)
Der Mann im roten Rock (englischer Originaltitel: The Man in the red coat) ist ein 2019 veröffentlichtes Essay von Julian Barnes. Die deutsche Übersetzung von Gertraude Krueger erschien 2021 bei Kiepenheuer & Witsch. Barnes beschreibt hierin die Biografie des französischen Arztes Samuel Pozzi und geht zugleich auf den medizinischen Fortschritt im ausgehenden 19. und beginnenden 20. Jahrhundert ein. Er zeichnet dabei ein gesellschaftliches und kulturelles Bild der Belle Époque in Paris nach und verweist auf deren internationale Verflechtungen.

## Inhalt

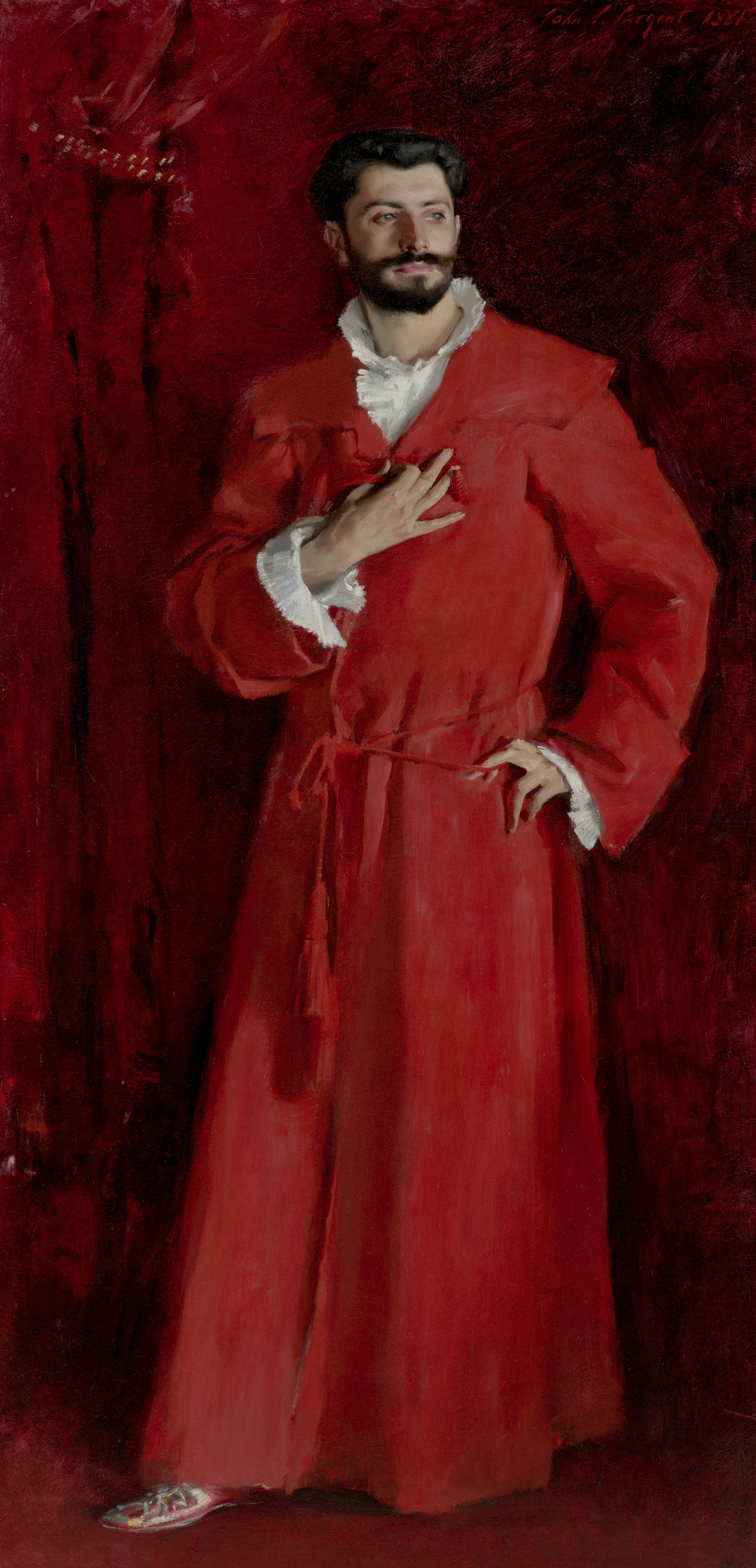
John Singer Sargent: Dr. Pozzi at Home. Das Gemälde war Ausgangspunkt für die Recherchen von Julian Barnes

Der Titel Der Mann im roten Rock ist eine Umschreibung für das 1881 entstandene Gemälde Dr. Pozzi at Home des amerikanischen Gesellschaftsmalers John Singer Sargent. Barnes hatte das Bild 2015 in einer Ausstellung in der Londoner National Portrait Gallery gesehen und war fasziniert von der lebensgroßen Darstellung des 35-jährigen Samuel Pozzi. Barnes recherchierte daraufhin zur Vita von Pozzi, der Ende des 19. Jahrhunderts zu den führenden Ärzten und zur gesellschaftlichen Elite in Paris gehörte. Das titelgebende Gemälde wird im Buch zwar kurz beschrieben, der eigentliche Inhalt ist jedoch das Porträt der Belle Époque, in dem sich die Lebensstationen von Pozzi wiederfinden.
In seinem Essay schildert Barnes zu Beginn eine Reise Pozzis nach London, die er 1885 zusammen mit dem Schriftsteller Robert de Montesquiou und dem Komponisten Edmond de Polignac unternimmt. Seine beiden Reisebegleiter waren homosexuell; Pozzi hatte den Ruf eines Frauenhelden. Barnes begleitet die drei Reisenden beim Einkauf von Stoffen ins Kaufhaus Liberty, zu einem Händel-Konzert in den Crystal Palace und zu einer Begegnung mit dem in London weilenden amerikanischen Schriftsteller Henry James. Der Besuch der drei Männer in der britischen Hauptstadt unterstreicht die engen kulturellen und gesellschaftlichen Beziehungen zwischen Frankreich und Großbritannien, die sich danach immer wieder thematisch durch das Buch ziehen. So widmet sich Barnes mal der englischen Malerei des 19. Jahrhunderts, dann geht er auf den in Paris lebenden Schriftsteller Oscar Wilde ein oder begleitet Pozzi zu einem Medizinerkongress nach Schottland. Einen großen Raum nimmt die Rolle des Dandys in England und Frankreich ein, wofür sowohl Wilde wie auch de Montesquiou und de Polignac anschauliche Beispiele geben.
Barnes führt die Leser in das reale Geschehen der Zeit ein und nimmt sie zugleich mit in eine Welt der literarischen Figuren, etwa aus Das Bildnis des Dorian Gray von Oscar Wilde, aus Auf der Suche nach der verlorenen Zeit von Marcel Proust oder aus dem Roman Gegen den Strich von Joris-Karl Huysmans. Dabei trifft es sich, dass Robert de Montesquiou, der bei Barnes neben Pozzi zur zweiten Hauptfigur wird, als Vorlage für den Baron de Charlus in Prousts Auf der Suche nach der verlorenen Zeit diente und ebenso Pate für Des Esseintes in Huysmans Gegen den Strich stand. Zu den zahlreichen weiteren Persönlichkeiten, deren Wege Barnes in seinem Essay streift, gehören der Politiker Georges Clemenceau, der jüdische Offizier Alfred Dreyfus, der Antisemit Léon Daudet, die Schriftsteller Jean Lorrain, Guy de Maupassant und die Brüder Goncourt. Dazwischen unternimmt Barnes immer wieder gedankliche Ausflüge, etwa wenn er sich über das Wesen des Duellierens in Frankreich äußert oder die Kolonialpolitik kritisch ins Auge fasst.
Weiterhin widmet sich Barnes ausführlich den Frauen aus Pozzis Umfeld. Dazu gehören die Gräfin Greffulhe, Anna de Noailles und vor allem die Schauspielerin Sarah Bernhardt, die Pozzis Patientin war und ihn Doctor Dieu nannte. Ob sie, wie wiederholt vermutet, auch seine Geliebte war, bleibt offen. Eindeutiger ist Pozzis langjährige Beziehung zu Emma Fischhof. Sie war wie Pozzi verheiratet, was beide nicht davon abhielt, gemeinsame Reisen durch Europa zu unternehmen. Pozzis Familie, seine Frau und seine Kinder, sind ebenso immer wieder Gegenstand von Barnes’ Betrachtungen. Er verwebt die Spannungen in der Familie mit dem Zeitgeschehen und mit Pozzis Erfolgen als Mediziner. Dabei werden detailreich medizinische Fortschritte aufgeführt und Pozzis Rolle als erster Gynäkologe in Frankreich geschildert.

## Rezensionen
In den deutschen Medien wurde Der Mann im roten Rock durchgängig gelobt. Den Inhalt des Buches beschrieb Gerrit Bartels im Tagesspiegel als „Bild einer Epoche: der Schönen Epoche, der ‚Belle Époque‘“ und attestiert dem Werk „kaleidoskopischen Charakter“. Ähnlich äußerte sich Sylvia Staude in der Frankfurter Rundschau. Sie sieht im „großartigen wie reichhaltigen“ Buch ein „faszinierendes Porträt eines Pariser Arztes und der Belle Époque“, das „kein Sachbuch im engeren Sinn, kein Roman, am ehesten eine Biografie“ sei. Sigrid Löffler bezeichnete das Buch im Deutschlandfunk Kultur als „Wimmelbild der Belle Époque“ und sah darin „Barnes‘ sehr persönliche Meditation über dieses Zeitalter“, für das Pozzi „den Türöffner“ spiele. Sie lobte die „gründliche Recherche-Arbeit des Autors“ und den „eleganten Plauderton dieses Großessays“. Elke Schmitter fasste ihren Eindruck von dem Buch im Magazin Der Spiegel zusammen: „Der 75-jährige Autor breitet die Ergebnisse seiner Recherche so elegant wie pointenreich vor dem Publikum aus, verliert allerdings oft den seidenen roten Faden, auf den er Anekdoten und Einsichten reiht. Für Freunde des gelehrten Schlenderns ein unbedingtes Vergnügen, für strukturierte Gemüter eine Herausforderung.“ Im Hörfunksender rbbKultur wies Jörg Magenau auf den europäischen Charakter von Pozzi hin, dessen Wahlspruch „Chauvinismus ist eine Erscheinungsform der Ignoranz“ war. Für Julian Barnes sei dies ein „Vorbild, das er dem englischen Brexit-Chauvinismus, der ihn entsetzt, entgegenstellen möchte.“ Im Radiosender WDR 3 würdigte Ulrich Rüdenauer das Buch als „ein geistreicher, fulminanter Essay über die Kunst und das Leben – und zugleich das Plädoyer für ein weltoffenes Europa“. Der Mann im roten Rock sei „randvoll mit hinreißenden Anekdoten, scharfsinnigen Beobachtungen, satirischen Spitzen, herrlich skurrilen Fundstücken“, die von Barnes „in einem ganz eigenwilligen Rhythmus episodenhaft aneinanderreiht“ wurden. In der Zeit hob Susanne Mayer hervor, der Autor setze die „Erzählebenen facettenhaft an- und gegeneinander, sodass sie, sich spiegelnd, ihre Sinnhaftigkeit entfalten“. Barnes präsentiere dies „mit einer Erzählstimme, die zurückhaltend ist, nie ohne Witz“.
Auch die englischsprachige Literaturkritik nahm das Buch positiv auf. So schrieb Tessa Hadley im Guardian, es sei heilsam mit Barnes in die Belle Époque einzutauchen, da die Vergangenheit uns von der Oberflächlichkeit unserer Versenkung in die Gegenwart befreie. In der New York Times lobte Leo Damrosch, Barnes gelänge es brillant, Pozzi und seine Zeitgenossen zum Leben zu erwecken. Für ihn sei es ein Vergnügen gewesen, das Buch zu lesen.